# Arachnactidae
Arachnactidae is een familie van neteldieren uit de klasse van de Anthozoa (bloemdieren).

## Geslachten
- Anactinia Annandale, 1909
- Arachnactis Sars, 1846
- Arachnanthus Carlgren, 1912
- Dactylactis Van Beneden, 1897
- Isapiactis Carlgren, 1924
- Isarachnactis Carlgren, 1924
- Isarachnanthus Carlgren, 1924
- Isovactis Leloup, 1942
- Ovactis Van Beneden, 1897
- Paranactinia Carlgren, 1924